# Calostemma
Calostemma é um género botânico pertencente à família amaryllidaceae.